# Сольники-Великі
Сольники-Великі (пол. Solniki Wielkie) — село в Польщі, у гміні Берутув Олесницького повіту Нижньосілезького воєводства.
Населення — 505 осіб (2011).
У 1975-1998 роках село належало до Вроцлавського воєводства.

## Демографія
Демографічна структура станом на 31 березня 2011 року:
|          | Загалом | Допрацездатний вік | Працездатний вік | Постпрацездатний вік |
| -------- | ------- | ------------------ | ---------------- | -------------------- |
| Чоловіки | 251     | 56                 | 176              | 19                   |
| Жінки    | 254     | 45                 | 160              | 49                   |
| Разом    | 505     | 101                | 336              | 68                   |